# مركز تمكين السلام في العراق
مركز تمكين السلام في العراق (EPIC) هو منظمة خيرية تعمل مع المجتمع المدني العراقي لتقديم الإغاثة، ومراقبة الشؤون العراقية بهدف تحسين صياغة السياسات العامة، وتعزيز فهم قصة العراق. تأسس مركز EPIC على يد قدامى حرب الخليج الثانية عام 1998 في واشنطن العاصمة، ومن بينهم المدير التنفيذي إريك غوستافسون.

## التاريخ
ساهمت العقوبات التجارية والاقتصادية المفروضة على العراق ونظام صدام حسين طوال منتصف التسعينيات في خلق أوضاع من ضعف الرعاية الصحية، وقلة فرص التعليم العام، ونقص حاد في الغذاء في جميع أنحاء البلاد. العراقيون الذين سعوا لإقناع حسين بالامتثال لمطالب الأمم المتحدة أو التآمر على إزاحته من السلطة كانوا غالبًا يُسجنون أو يُقتلون على يد النظام.
في هذا السياق، تأسس EPIC عام 1998 على يد قدامى حرب الخليج الثانية. أنشأ المنظمون الأوائل حركة شعبية لمشاركة هموم العراقيين العاديين الذين يعيشون تحت العقوبات مع أعضاء الكونغرس، وصناع الفكر، والجمهور الأمريكي. ومع اقتراب غزو العراق بقيادة الولايات المتحدة، دعا EPIC الجمهور الأمريكي لدعم النهج السلمي ومنع الحرب من خلال عرائض بريد إلكتروني وهيئة متحدثين من قدامى المحاربين المتطوعين الذين أعربوا عن معارضتهم للغزو في الجامعات وأمام منظمات مدنية. في أعقاب الغزو، بما في ذلك سنوات الحرب الأهلية العراقية (2006-2008) واحتلال أراضٍ من قبل ما يُسمى بـتنظيم الدولة الإسلامية (داعش), تحولت مهمة EPIC لتشمل العمل الإنساني الميداني.

## البرامج الحالية
يُنفذ EPIC حاليًا البرامج التالية في ثلاث فئات، وفقًا لموقعه الإلكتروني:

### تعزيز الفهم
- المدونة - تتضمن تحليلات مكتوبة للقضايا الاجتماعية والسياسية الملحة التي تواجه البلاد، مثل إصلاح مكافحة الفساد، وتطوير البنية التحتية، والحصول على الرعاية الصحية.
- بودكاست العراق يهم - يتضمن مقابلات مع شخصيات عراقية بارزة، وخبراء إنسانيين، وأكاديميين، ومسؤولين حكوميين. تُنشر الحلقات على الأقل كل ثلاثة أشهر على موقع المنظمة.
- هيئة متحدثي العراق - تتيح هذه الهيئة للأشخاص المرتبطين بالعراق مشاركة معارفهم وخبراتهم مع الجمهور الأمريكي، للمساعدة في تصحيح المفاهيم الخاطئة عن العراق واحتياجات اللاجئين الفارين من العنف.

### مراقبة الأزمة
- مرصد الأمن والإنسانيات في العراق - نشرة أسبوعية عبر البريد الإلكتروني ومنشور على المدونة موجهة لصناع السياسات، والأكاديميين، وعمال الإغاثة، والصحفيين، وأي شخص مهتم بتحليل التطورات الإنسانية والسياسية والأمنية في العراق. تستند النشرة إلى مصادر مباشرة ووسائل إعلام باللغة العربية والكردية.

### تقديم الإغاثة
- الاستجابة الطارئة - تقدم المنظمة تمويلًا لتغطية الاحتياجات الطبية الطارئة في المناطق التي تم تحريرها مؤخرًا من مقاتلي داعش، بما في ذلك الموصل.
- كرة قدم السلام - يقود EPIC ائتلافًا من المنظمات غير الربحية التي تقدم الإغاثة الإنسانية من غذاء، ومرشحات مياه، وأدوية، ولوازم أساسية أخرى للعائلات النازحة في العراق، إضافة إلى توزيع كرات ومعدات كرة القدم للأطفال.

## مجلس الإدارة
اعتبارًا من يونيو 2017، يتكون مجلس إدارة مركز تمكين السلام في العراق من:
- سورين سودهوف، الرئيس
- ماريون عبود، الأمين
- حسين البيعة، أمين الصندوق
- ياسمين سامي العامري
- زاك بروكس-ميلر
- بيتر كجيلدغارد
- ديفيد سلايتر
- بلال وهاب